# 石灶乡
石灶乡，是中华人民共和国四川省广元市苍溪县曾经下辖的一个乡。2020年5月，撤销石灶乡，将其所属行政区域划归东溪镇管辖。

## 行政区划
石灶乡撤销前下辖以下地区：
宋石社区、红花村、宋江村、石光村、五童村、团包村、九台村、石人村、牌坊村、民主村、尹河村和合一村。